# یاسمین لاری
یاسمین لاری ({{lang-ur|یاسمین لاری؛ زادهٔ c.۱۹۴۱ (۸۳–۸۴ سال)) معمار، نویسنده، و مورخ اهل پاکستان است.
وی همچنین برندهٔ جوایزی همچون ستاره امتیاز شده‌است.